# Eenvinkathaai
De eenvinkathaai (Pentanchus profundicolus) is een vissensoort uit de familie van de Pentanchidae. De wetenschappelijke naam van de soort is voor het eerst geldig gepubliceerd in 1912 door Smith & Radcliffe.